# Jantje Tienkamp
Jantje Venekamp-Tienkamp (Donderen, 9 maart 1936) is een voormalig Nederlandse kortebaanschaatsster. 
Ze was een van de eerste vrouwen op de korte baan die op Noren reed. Op haar zeventiende kreeg ze in Amsterdam een paar schaatsen aangemeten door Jaap Havekotte, waarop ze nadien altijd is blijven schaatsen. Op 5 januari 1963 werd zij Nederlands kampioen kortebaan op het natuurijs van Drachten. In de finale versloeg zij de Friese kampioene Atje Keulen-Deelstra. In haar successeizoen 1962-1963 won Jantje Tienkamp 43 van de 44 wedstrijden waaraan zij meedeed. Op 28 december 1964 werd de boerendochter met haar lange slag in Vries geklopt door Grietje Lukkes-Oosterhof, met wie ze altijd bevriend zou blijven. Zij maakte een tijdlang deel uit van de Drentse kernploeg onder leiding van Leen Pfrommer. Zij werd in haar twintigjarige carrière veertien keer kampioen van Drenthe.
Bij de opening van de Drentse kunstijsbaan in december 1970, was zij betrokken bij de openingsoplechtigheden. Nadat ze in 1972 met het rijden van wedstrijden stopte, werd Jantje Venekamp-Tienkamp trainster en maakte ze jarenlang deel uit van de recreatiecommissie van het gewest Drenthe van de KNSB. 

## Uitslagen
| Jaar | Plaats | Kampioenschap |
| ---- | ------ | ------------- |
| 1963 | Goud   | NK Kortebaan  |
| 1964 | Zilver | NK Kortebaan  |